# بحر مويس
يذكر التاريخ أن الشرقيه أرض الأديان فعلى أرضها أقام النبى يوسف بن يعقوب عليهما السلام وعلى أرضها ولد النبى موسى عليه السلام وأوحى الله إلى أمه أن تضعه في التابوت وتلقيه فـــى اليم (بحر مويس حاليا ً)

عندما حملت أم موسى به خافت أن يقتله فرعون فأخفت حملها، ولما ولدته أوحى الله إليها أن تلقيه في التابوت وتلقيه في اليم، فقامت بذلك فطاف في اليم فالتقطته زوجة فرعون وأحبته، وأدخل البلاط الفرعوني، فطلبت زوجة فرعون إتخاذه ولدا فأدخلته القصر وأسموه (موسى) أي: المنتشل من الماء.

## الوصف

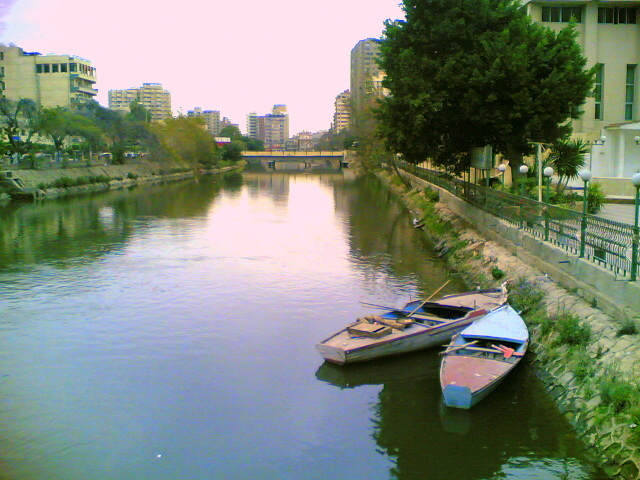
صوره لبحر مويس

يخرج بحر مويس كفرع من الرياح التوفيقى ويخترق محافظة الشرقية كترعة كبيرة ثم يلفظ انفاسة على هيئة جدول عند نهايته في أولاد صقر.

## الاهمية
لبحر مويس أهمية قصوى حيث أنه المصدر الرئيسى لري آلاف الأفدنة في مراكز الزقازيق وأبي كبير وههيا والإبراهيمية وكفر صقر وأولاد صقر وبحر مويس من أجمل البحار ليلا في مدينة الزقازيق وهو يطل على مبنى محافظة الشرقية والعديد من المباني الجميلة والفخمة في محافظة الشرقية بحر مويس ويرجع السبب في وجوده إلى رغبة محمد علي باشا الكبير في إنشاء الترع وتعميم طرق الري والصرف لأراضي مديرية الشرقية لإصلاح أراضيها الزراعية وتوسيع دائرة العمران فيها لزيادة إيرادات الحكومة من ضرائب الأطيان من جهة وزيادة ثروة السكان ورفاهيتهم من جهة أخرى.
بالإضافة إلى الثروة السمكية الوفيرة التي تعمل على الكفاية الذاتية والتقليل من استيراد السمك من المحافظات الأخرى بل بالعكس تصدر محافظة الشرقية للعديد من المحافظات